# Alexios I. Studités
Alexios I. Studités (starořecky Ἀλέξιος ὁ Στουδίτης, Alexios I. Studités, latinsky Alexius Studites; zemřel 20. února 1043 Konstantinopol) byl opat (igumen) Studijského kláštera a v letech 1025 až 1043 konstatinopolský patriarcha.
Studités byl horlivým přívržencem Makedonské dynastie, zároveň však byl i ochráncem nezávislosti církve a čistoty církevní nauky. Významnou byla jeho úprava kanonického manželského práva (např. úprava překážky pokrevního příbuzenství při manželství). V roce 1034 založil v okolí Konstantinopole Monastýr Usnutí Panny Marie, pro který sepsal typikon, jenž se později používal i ve slovanských zemích.

## Život
Alexios, původně igumen Studijského kláštera, se konstantinopolským patriarchou stal někdy v polovině prosince 1025, kdy ho do úřadu bez kanonických formalit na smrtelné posteli ustanovil císař Bazil II. Tento kánonickoprávní nedostatek se později proti patriarchovi snažilo neúspěšně využít několik pozdějších císařů. V červenci 1026 podpořil Alexios nového císaře Konstantina VIII. a zavedl církevní zákon, který automaticky proklel jakékoli vzbouřence proti legitimním císařům.
V roce 1027 odsoudil charistikion (svěření klášterních pozemků do správy určité osobě či institutu) a v lednu 1028 se Alexios pokusil zvýšit nezávislost církve a jejích představitelů tím, že stanovil nezpůsobilost civilních soudů soudit kleriky a mnichy.
Alexios se prokázal také jako silný ochránce ortodoxní křesťanské nauky. Poté, co byli k říši za vlády Basila II. připojeny četné východní oblasti, stali se obyvateli Byzantské říše i většinou neortodoxní Arméni a Syřané, které byzantská vláda považovala za heretiky. Spory nastaly krátce po smrti císaře Basila II. a již v roce 1029 byl proti jakobitům v Konstantinopoli veden církevní soud. Jakobitský patriarcha Jan VIII. bar Abdun byl exkomunikován a vyhnán ze svého sídla. O rok později se v Konstantinopoli uskutečnila synoda zabývající se perzekucí východních heretiků. Pronásledování pokračovalo i za vlády Michala IV., když nakonec jakobitský patriarcha přesídlil do arabských zemí.
Věrnost Makedonské dynastii Alexios prokázal poté, co i přes svůj nesouhlas oddal císařovnu Zóé s Michaelem IV., a to i přes kanonické obtíže (šlo o druhé manželství císařovny Zóé). Během vlády Michaela IV. však Alexios pro ambice císařova bratra Ióanna Orfanotrofa téměř ztratil svůj úřad. Nakonec si ho však udržel a ustál i opakovanou snahu o sesazení ze strany nového císaře Michaela V. Námitky proti jeho nekanonickému nástupu na patriarchální stolec totiž argumentačně podkopávaly i legitimitu samotných císařů, které patriarcha korunoval, a mnoha metropolitů v říši, které dosadil. V roce 1042 Alexios stál v centru lidového povstání, které zbavilo trůnu neoblíbeného Michaela V. a dosadilo na byzantský trůn císařovny sestry Zóé a Theodoru. Podruhé Alexios v církevních manželských překážkách císařovny Zóé ustoupil u jejího v pořadí již třetím manželství s Konstantinem IX. Monomachem. V minulosti naopak východní církev třetí manželství zakázala (Lev VI.). Alexios zemřel 20. února 1043 v Konstantinopoli. Údajně po sobě zanechal značné bohatství ve zlatě, které si přivlastnil Konstantin Monomachos.